# Плита Птичья голова

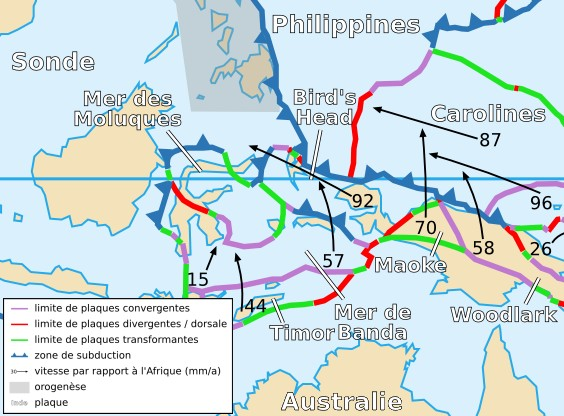
Карта плиты Птичья голова

Птичья голова — тектоническая микроплита, фундамент западного края острова Новая Гвинея, которая, как сейчас считается, движется согласованно с Тихоокеанской плитой. Имеет площадь 0,01295 стерадиан. Обычно ассоциируется с Индо-Австралийской плитой.
Название получила от полуострова Птичья голова (Чендравасих).
Плита отделена от Австралийской плиты и маленькой плиты Маоке дивергентной границей на юго-востоке. Конвергентная граница на севере отделяет плиту Птичья голова от Каролинской плиты, Плиты Филиппинского моря и Сундской плиты на северо-востоке. Трансформный разлом отделяет плиту Птичья голова от Плиты Молуккского моря на юго-западе. Другая конвергентная граница отделяет плиту Птичья голова от Плиты моря Банда на юго-западе.